# Macintosh IIx
Il Macintosh IIx è stato un personal computer prodotto da Apple. Venne annunciato il 19 settembre 1988 come un aggiornamento dell'originale Macintosh II e fu commercializzato fino al 15 ottobre 1990, mentre il supporto per le parti di ricambio terminò il 31 agosto 1998. Apple utilizzò per il computer diversi nomi in codice, inclusi "Spock" e "Stratos".

## Caratteristiche tecniche
Nel Macintosh IIx l'accoppiata CPU Motorola 68020 e FPU Motorola 68881 del precedente modello Macintosh II veniva rimpiazzata dai nuovi Motorola 68030 e Motorola 68882, sempre funzionanti alla stessa frequenza di 16 MHz, ed il Floppy Disk da 800 KB veniva sostituito dalla nuova unità SuperDrive, capace di gestire anche i nuovi dischetti da 1,44 MB. Il prezzo iniziale del IIx al momento della commercializzazione partiva da 7.769 USD per il modello base ed arrivava fino a 9.299 USD per il modello con disco rigido da 40 MB.
Il Macintosh IIx era il secondo modello, dopo il Macintosh II, ad essere dotato del case "Open Mac" in grado di contenere 6 schede di espansione NuBus (il terzo modello era il Macintosh IIfx): la scheda grafica veniva alloggiata in uno di questi slot ed il tipo di monitor utilizzabile nonché la risoluzione ed il numero di colori dipendeva dalla scheda installata. Il computer conteneva 8 alloggiamenti per altrettante schede RAM: esse dovevano essere installate a gruppi di 4, con tagli da 256 KB a 16 MB l'una, per una RAM totale che poteva andare da 1 fino a 128 MB, ma per poter indirizzare la memoria sopra gli 8 MB bisognava utilizzare il nuovo sistema operativo System 7 in abbinamento ad un kit di espansione denominato "Mode32" basato su un coprocessore Motorola PMMU da installare nel computer: con essi la maggiore RAM era gestita come memoria virtuale.
Altra particolarità del computer era quella di avere la ROM del sistema operativo su una scheda SIMM, che ne permetteva la facile sostituzione in caso di aggiornamento del firmware.

## L'insuccesso commerciale
Alcuni fattori limitarono la diffusione di questo computer: il prezzo elevato, che non ne faceva una macchina per tutti; le dimensioni tutt'altro che contenute rispetto ad altri personal computer; il fatto di non essere un computer completamente a 32 bit, dato che il codice della ROM del sistema conteneva porzioni di codice a 24 bit e solo con l'introduzione del kit Mode32 fu possibile utilizzare quantitativi di memoria superiore agli 8 MB, nonostante il computer uscisse di fabbrica con ben 8 porte di espansione per la RAM.
Questi aspetti relegarono il Macintosh IIX ad un uso in ambito prettamente professionale e, visto il suo scarso successo, Apple lo tolse dalle vendite dopo appena 10 mesi di commercializzazione, sostituendolo con il Macintosh IIfx.